# Paul-Louis-Arthur Barbe
Paul-Louis-Arthur Barbe, francoski general, * 29. oktober 1881, † 15. maj 1940.